# Sans dire un mot
Singles de Emmanuel Moire
Adulte & sexy
(2009) Promis
(2009)
Sans dire un mot est le deuxième single du chanteur français Emmanuel Moire extrait de son deuxième album studio L'Équilibre (2009).

## Classements
| Classement (2009)               | Meilleure position |
| ------------------------------- | ------------------ |
| Belgique (Wallonie Ultratip 50) | 14                 |
| France (SNEP)                   | 11                 |